# Jüdischer Friedhof (Chrudim)

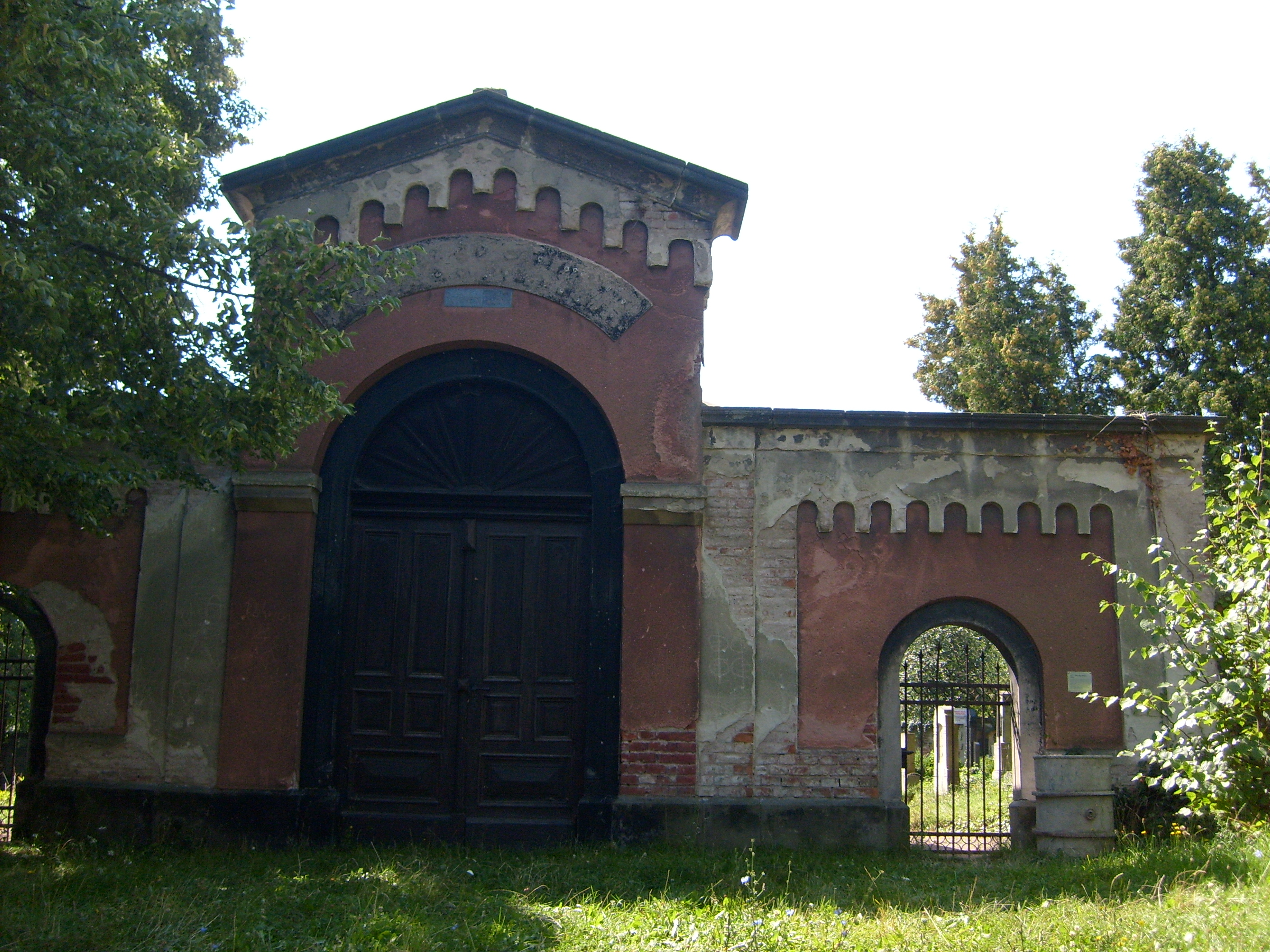
Eingang zum jüdischen Friedhof in Chrudim und Taharahaus

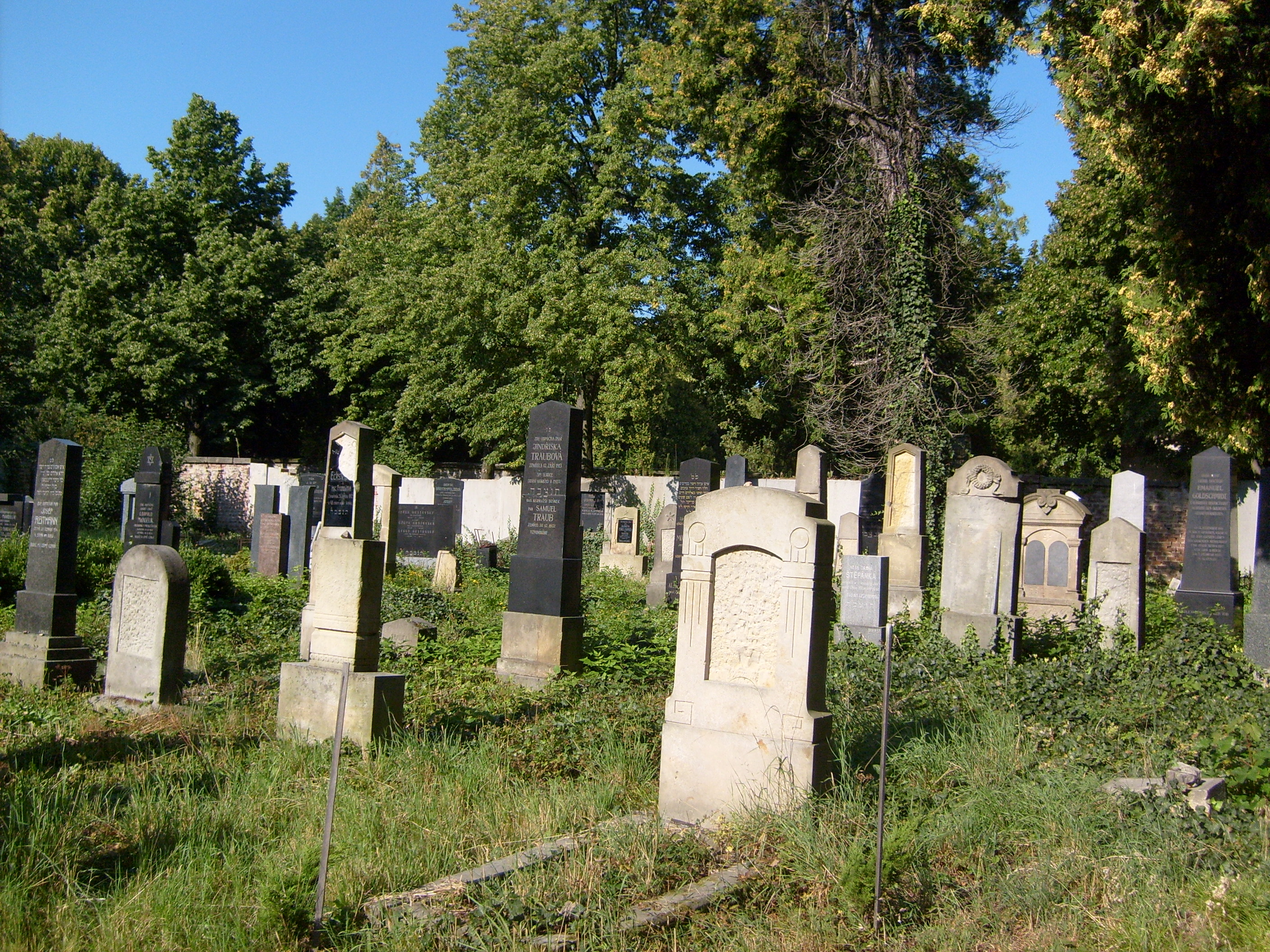
Grabsteine

Der Jüdische Friedhof in Chrudim, einer Stadt im ostböhmischen Pardubický kraj an der Chrudimka (Tschechien), wurde 1890 angelegt. Der Friedhof ist seit 2008 ein geschütztes Kulturdenkmal.
Der älteste Grabstein (Mazewa) stammt aus dem Jahr 1890, der jüngste aus dem Jahr 1940. Heute sind noch etwa 100 Grabsteine erhalten.
Im Jahr 2012 wurde auf dem Friedhof eine Gedenkstätte für jüdische Bürger Chrudims eingeweiht, die während der Nazizeit in Konzentrationslager deportiert und ermordet wurden. 2017 wurden für diese Opfer die ersten elf Stolpersteine in Chrudim gelegt.